# Dangerous Streets
Dangerous Streets est un jeu vidéo de combat développé par Micromania Software et édité par Flair Software, sorti en 1994 sur DOS, Amiga et Amiga CD32.

## Accueil
- Joystick : 65 % (CD32)[1]